# Fédération turque de tir à l'arc
La Turkish Archery Federation (turc : Türkiye Okçuluk Federasyonu, TOF) est chargée d'organiser et de développer la pratique du tir à l'arc en Turquie. Elle a été fondée en 1961. L'organisation turque est membre de la World Archery Europe et de la World Archery. La fédération est basée à Ankara et son président actuel est Abdullah Topaloğlu, qui remplit son deuxième mandat depuis 2012.
La Fédération turque de tir à l'arc organise des compétitions de tir à l'arc en plein air, de parcours et en salle aux niveaux national, européen et mondial.
En 2012, il y avait 969 archers licenciés en Turquie.

## Histoire
Le tir à l'arc moderne en Turquie a commencé en 1937 avec la création d'un club à Istanbul spécialisé dans cette discipline. Le tir à l'arc était régi par la Direction générale de l'éducation physique du gouvernement jusqu'à son détachement et son intégration dans la Fédération turque de tir à l'arc en 1953. Le 8 mai 1961, les activités de tir à l'arc ont été transférées dans une organisation indépendante. En 1981, le tir à l'arc a de nouveau été subordonné au tir à arme à feu, mais cela n'a duré qu'un an,,,.
La Fédération turque de tir à l'arc est devenue en 1955 le 16e membre de la World Archery.
Le 31 mai 2006, la fédération a acquis sa complète indépendance administrative et financière.

## Événements internationaux

### Hébergé
2006
- Grand Prix (2e étape) - 7-10 juin, Antalya [5]

2007
- 9e championnat du monde en salle et 4e championnat du monde juniors en salle du 13 au 17 mars, à Izmir[6]
- Grand Prix d'Europe (2e étape) / Coupe du monde de tir à l'arc (étape 3) - 29 mai-2 juin, Antalya
- Tir à l'arc aux Jeux de la mer Noire - 2 au 8 juillet, Trabzon

2008
- Grand Prix d'Europe (2e étape) / Coupe du monde (étape 3) - 27 au 31 mai, Antalya[7]
- 10e Championnats du monde juniors d'objectifs extérieurs et 4e Championnats du monde cadets d'objectifs extérieurs - 6 au 11 octobre, Antalya

2009
- Grand Prix d'Europe (3e étape) et Coupe du monde FITA (Étape 3) - 2 au 7 juin, Antalya [8]

2010
- Coupe du monde (étape 2) - 6-12 juin, Antalya [9]
- Coupe d'Europe des équipes de clubs - 1-3 octobre, İzmir

2011
- Grand Prix (1ere étape) - 11-16 avril, Antalya [10]
- Coupe du monde (étape 2) - 6-12 juin, Antalya
- Finale de la Coupe du monde - 24-25 septembre, Istanbul

2012
- Coupe du monde (étape 2) - 1er au 6 mai, Antalya [11]

2013;
- Coupe du monde (étape 2) - 10 au 16 juin, Antalya [12]
- Tir à l'arc aux Jeux méditerranéens - 25-28 juin, Mersin
- Championnats du monde de tir à l'arc - 27 au 28 septembre, Antalya

## Archers notables
- Gizem Girişmen (né en 1981), médaillé d'or paralympique d'été 2008
- Damla Günay (née en 1982), membre de l'équipe nationale qui a remporté la médaille d'argent aux Jeux méditerranéens de 2005
- Doğan Hancı (né en 1970), médaillé de bronze des Jeux paralympiques d'été 2012
- Zekiye Keskin Şatır (né en 1976), membre de l'équipe nationale qui a remporté la médaille d'argent aux Jeux méditerranéens de 2005
- Begül Löklüoğlu (né en 1988), médaillé de bronze de la Coupe du Monde de tir à l'arc 2012
- Natalia Nasaridze (née en 1972), d'origine géorgienne, médaille d'or européenne en 2000, médaillée de bronze mondiale en 1997
- Zehra Öktem (née en 1958), médaillée d'or aux World Masters Games 2009
- Derya Bard Sarıaltın (née en 1977), d'origine ukrainienne, membre de l'équipe de la Coupe du Monde et du Grand Prix 2006
- Begünhan Ünsal, médaillé de bronze aux Jeux olympiques de la jeunesse d'été de 2010, membre de l'équipe mixte